# Идзуми, Рика
Рика Идзуми (яп. 泉梨華 Идзуми Рика, род. 11 октября 1988, Киото) — японская модель, актриса и певица. Во время работы на «Snow Rabbits Productions» использовала имя Тисаки Хама (яп. 浜千咲 Хама Тисаки). После возвращения Рики в 2008 году в модельный бизнес в качестве сценических имён она использует 泉里果 и 泉里香; оба читаются как «Идзуми Рика».
Её первой крупной ролью стала роль Ами Мидзуно (Сейлор Меркурий) в телесериале «Прекрасная воительница Сейлор Мун». В титрах дополнительных серий телесериала она значилась как «Рика» (梨華; иные кандзи, чем в её нынешних псевдонимах). Она выпустила CD-сингл, состоящий из двух песен её персонажа, Сейлор Меркурий: Mi Amor (с исп. — «моя любовь») и Yakusoku  (яп. 約束 обещание).
После съемок в «Прекрасной воительнице Сейлор Мун» два года не появлялось новых фотографий с ней. Поступив в Университет Мэйдзи в 2007 году, она продолжила свою карьеру.
В июне 2008 года Рика вернулась в мир модельного бизнеса.
Она упоминается в титрах трех фильмов: The Go Master (2005), Clearness (2008) и Go Seigen («Five Restrictions») (2008).
В 2011 году у неё была эпизодическая роль в фильме Paradise Kiss, где снималась и Кэйко Китагава, её напарница по «Сейлор Мун».